# Пауталия
Пауталия и още Улпия Пауталия е един от големите антични римски градове в провинция Тракия на мястото на днешния град Кюстендил, наследник на тракийско селище и средище на дентелетите (V - IV век пр. Хр.). Към името му обичайно се прилага приставката Улпия, понеже император Траян дава на тракийското селище през 106 година градски статут, а вероятно по това време то е и благостроено по римски образец. Улпия Пауталия е известна в гръко-римски свят най-вече със своя Асклепион.

## Наименование
Наименованието Пауталия в основата си е тракийско. То се среща в различни ортографски варианти в античните извори на старогръцки и латински език. Според изследователи наименованието Пауталия означава „изворен град", „бликащи извори" и се свързва с топлите минерални извори, които са били първопричината за създаване на тракийско селище и превръщането му в град през римската епоха. В писмени източници името е засвидетелствувано за пръв път през II век. От император Антонин Пий (138-161) до Каракала (198-217), докогато трае монетосеченето на града, името се среща върху опаката страна на монетите като Улпия Пауталия, а върху няколко емисии е поместен надпис Пауталиотон (на пауталийците). Историкът Птолемей, по времето на император Марк Аврелий (161-180), споменава Пауталия в описанието на днешните български земи. В Певтингеровата карта Пауталия е станция на пътя Сердика — Стоби. Споменава се от античните писатели от V-VI в.: Малх, Комес Марцелин, Хиерокъл, Прокопий Кесарийски, Стефан Византийски. Последното споменаване на името Пауталия в писмени извори е от 553 г.

## История
След падането на Тракия под римска власт (45 г.) римляните превръщат тракийското селище възникнало около минералните извори във важен търговски център и известен балнеологичен курорт, който наричат Пауталия. Пауталия е град с интензивен живот и е административен, стопански и културен център на обширна територия.
По времето на император Марк Улпий Траян (98-117) през 106 г. Пауталия получава градски права и добавя към името си представката „Улпия“. През периода от времето на император Антонин Пий (138-161) до император Каракала (198-217) градът сече собствени монети, които са богат източник на информация за градския живот.
До 270 г. Пауталия влиза в състава на провинция Тракия, а след административните реформи на император Аврелиан (270-275) - в провинция Вътрешна Дакия и е третият по големина град след Сердика и Наисус (дн.Ниш).

## Градска територия
Пространството на Пауталия, включва освен укрепената площ с близката околност и обширната градска територия. От II до VI в. градът се разпростирал в укрепената площ на градската крепостна стена от 29,30 ха, с форма на удължен многоъгълник. В късната античност (IV — VI в.) Пауталия разширява пространството си с втора крепост на хълма Хисарлъка, с площ 2,117 ха. Обширната градска територия на Пауталия не е установена с точност. Включвала е част от стратегията Дентелетика, вероятно в границите на Кюстендилското поле. По-късно в III в. територията и е увеличена, включва предишната територия на цялата Дентелетика с части от Медика, т.е. най-северните части от дн. Трънско, Брезнишко и Пернишко, на изток дн. Дупнишко поле с Германея (дн. Сапарева баня), и на югоизток дн. Благоевградско със Скаптопара. За границата между териториите на Сердика и Пауталия говорят пътните колони в Софийското поле при Волуяк и Голяновци.

## Градоустройство и архитектура
Градоустройството на Пауталия е организирано по образеца на гръцките и малоазийски градове. Планировката и застройката е на принципите на т.нар. правоъгълна (ортогонална) система, гръбнакът на която са главните улици с посоки изток-запад и север-юг. Градският площад (агора) е изнесен от геометричния център на кръстовището. Богатият и благоустроен през II в. град бил защитен с крепостна стена. Освен оригиналния градеж са разграничени още 3 строителни периода: след готските нашествия (270), в резултат на засилената строителна дейност на императорите Валентиниан I (364-375) и Валент (375-378), и през ранновизантийската епоха. В късната античност Пауталия е имала втора крепост, на издигащия се от юг хълм. Изграждането на късноантичната крепостна стена на Хисарлъка се отнася към втората половина на IV в. с ремонти и преустройства след хунските нашествия (V в., VI в.) през ранновизантийската епоха и по време на император Юстиниан I (527-565). Крепостта е използвана и през Средновековието, и вероятно по време на османското владичество, когато е съборена.
По отношение на своята архитектура Пауталия е благоустроен и добре уреден град. Освен документираните археологически останки от обществени сгради (части от архитектурни комплекси, базилики, бани) интересни данни дават изображенията върху пауталийски монети. Показани са: храмове на Асклепий, Сабазий, Зевс, Хера, Аполон, Хермес, Деметра, Херакъл и др. Изображения върху монети показват, че градът бил украсен с копия от прочути статуи на произведения от Праксител (Хермес с детето Дионис и Сатир), на Навкид (Хермес Дискобол), статуи на Херакъл, Афродита и др. Между забележителностите е и конната статуя на Луций Вер, изобразена също върху монети.
В рамките на античния град са разкрити седем църкви. Зад Читалище „Братство“ е проучена сграда от V-VI век с добре запазена подова мозайка с площ над 40 квадратни метра, за която се смята, че е служила за епископска катедрала. Под днешния Обреден дом са открити две църкви, строени последователно една върху друга - сграда с дължина 30 метра от IV век и заменила я в края на V или началото на VI век нова голяма църква с дължина 48 метра, южно от която се намира внушителен комплекс, смятан за епископска резиденция. Северно от крепостната стена на града са открити две други църкви, строени една върху друга от края на IV и началото на V век. В местността „Хисарлъка“ е известна църква от края на IV век, строена върху по-стар езически храм. Църкви са проучени и при югозападния некропол на античния град и северно от градския форум.

## Обществено устройство
Пауталия има градски съвет (сенат), народно събрание и свои магистрати, съдопроизводство и правото да сече монети за нуждите на местния пазар. Върховната власт е в ръцете на архонти (вероятно 4) и градски сенатори. Решенията на градския сенат били издавани от името на архонтите, градския съвет и на народа. Официален език - в административния, стопанския и културен живот бил гръцкият.

## Икономическо и селищно развитие
Икономическото развитие на Пауталия е свързано с плодородието и богатствата на Кюстендилското поле. Развити били земеделието, овощарството, лозарството, металообработването, бронзолеярството, железообработването и др. На базата на занаятите се развива и търговията. Израз на обществено-икономическото развитие на Пауталия е развитието на поселищния живот в територията и. Тук се намират редица кастели, прераснали по-късно в градове (Германея при Сапарева баня) или по-малки селища, като Спортела (дн. Рила), Спинопара (дн.с.Коняво), Каристорум (дн.с.Копиловци) и др.

## Езически период. Религиозни култове
Пауталия има разнообразен религиозен живот. Официалният римски култ се изразява с почитането на Юпитер и Юнона. Почита се и императорският култ (император Септимий Север е изобразен в храм). От гръко-римския пантеон най-широко разпространение има бог Асклепий, почитан като патрон на града и божествата Хигия и Телесфор. Почитат се още Аполон, Дионис, Херакъл, Диана, източните божества Митра, Кибела, Сарапис.

## Християнство. Пауталийска епископия
Християнството прониква в днешните български земи още през I-II в. Значението на Пауталия като важен градски център обуславя впоследствие, особено след признанието на християнството с Миланския едикт от 313 г. от император Константин I Велики (280 – 337), развитието на града и като важен християнски център. Започва усилено строителство на християнски храмове и на голяма епископска базилика. Пауталия става епископски център, а нейната градска територия – диоцез на Пауталийската епископия.
До наши дни са достигнали имената на двама пауталийски епископи: Евангел Пауталийски, живял през V-VI век и Фока Пауталийски, живял през VI век. През есента на 515 г. по нареждане на византийския император Анастасий I (491 – 518) в Константинопол са привикани петима илирски епископи: Лаврентий Лихнидски (Охридски), Домнион Сердикийски, Алкисон Никополски (от Епир), Гаян Нишки и Евангел Пауталийски, които били в сферата на влияние на папския престол. Нишкият и Никополският епископ след дълъг арест починали в Константинопол, а останалите трима епископи били освободени, поради страха на императора от нови бунтове в техните епархии. През 553 г. при император Юстиниан I (527 – 565), в Константинопол е свикан „Петия вселенски събор“. 156 делегати, сред които е и пауталийският епископ Фока Пауталийски (Phocas religiosissimus episcopus Potaliensis) осъждат възгледите на Ориген (185 – 254) и Евгарий (+ 399), а Теодор Мопсуетски е анатемосан.